# Киф
„Киф“ (на английски: Kiff) е анимация мюзикъл комедиен сериал, създаден от Луси Хийвънс и Ник Смол и е продуциран от Disney Television Animation съвместно с Titmouse, Inc. Премиерата на сериала дебютира на 10 март 2023 г. по Disney Channel. Вторият сезон е подновен през юни 2023 г.

## Актьорски състав и герои

### Главни герои
- Кимико Глен – Киф Чатърли, женска катерица[4]
- Ейч Майкъл Кронър – Барингтън „Бари“ Огъстъс Бънс III, мъжко зайче[4]

### Второстепенни герои

#### Семейството на Киф
- Джеймс Монро Игълхарт – Мартин Чатърли, бащата на Киф[5]
- Лорън Аш – Берил Чатърли, майката на Киф[6]

#### Семейството на Бари
- Рейчъл Хаус – Мери Бънс, майката на Бари[7]
- Джош Джонсън – Хари Бънс, по-големият брат на Бари и DJ[8]
- Никол Сакура – Тери Бънс, по-голямата сестра на Бари, която е инфлуенсърка в социалните мрежи.[9]

#### Семейство Фокс
- Вела Лоуел – Кандъл Фокс
- Ерик Бауза – Рой Фокс

#### Учители на средно училище „Тейбъл Таун“
- Ник Смол – Директора Секретар
- Луси Хийвънс – Хелън, егоистична 217-годишна вещица, която е учителка по драма на Киф и Бари.

## В България
В България сериалът започва излъчване на 2 октомври 2023 г. по локалната версия на „Дисни Ченъл“ с разписание всеки делник от 16:50 ч.

### Нахсинхронен дублаж
| Роля               | Изпълнител                                                                           |
| ------------------ | ------------------------------------------------------------------------------------ |
| Киф                | Малена Шишкова                                                                       |
| Бари               | Христо Димитров (диалог) Теодор Койчинов (вокал)                                     |
| Кендъл Фокс        | Елена Грозданова                                                                     |
| Мартин             | Иля Пепеланов (диалог) Момчил Степанов (вокал)                                       |
| Берил              | Петя Абаджиева Елена Грозданова                                                      |
| Хари               | Димитър Ангелов (диалог) Момчил Степанов (вокал)                                     |
| Тери               | Далия Георгиева                                                                      |
| Директора Секретар | Сотир Мелев (диалог) Теодор Койчинов (вокал)                                         |
| Други гласове      | Даниел Кукушев Димитър Ангелов Димитър Тодоров Ивет Лазарова-Торосян Момчил Степанов |

| Обработка              | Александра Аудио   |
| ---------------------- | ------------------ |
| Изпълнителен продуцент | Васил Новаков      |
| Музикален режисьор     | Красиана Димитрова |
| Режисьор на дублажа    | Ивет Лазарова      |